# Sonienwald

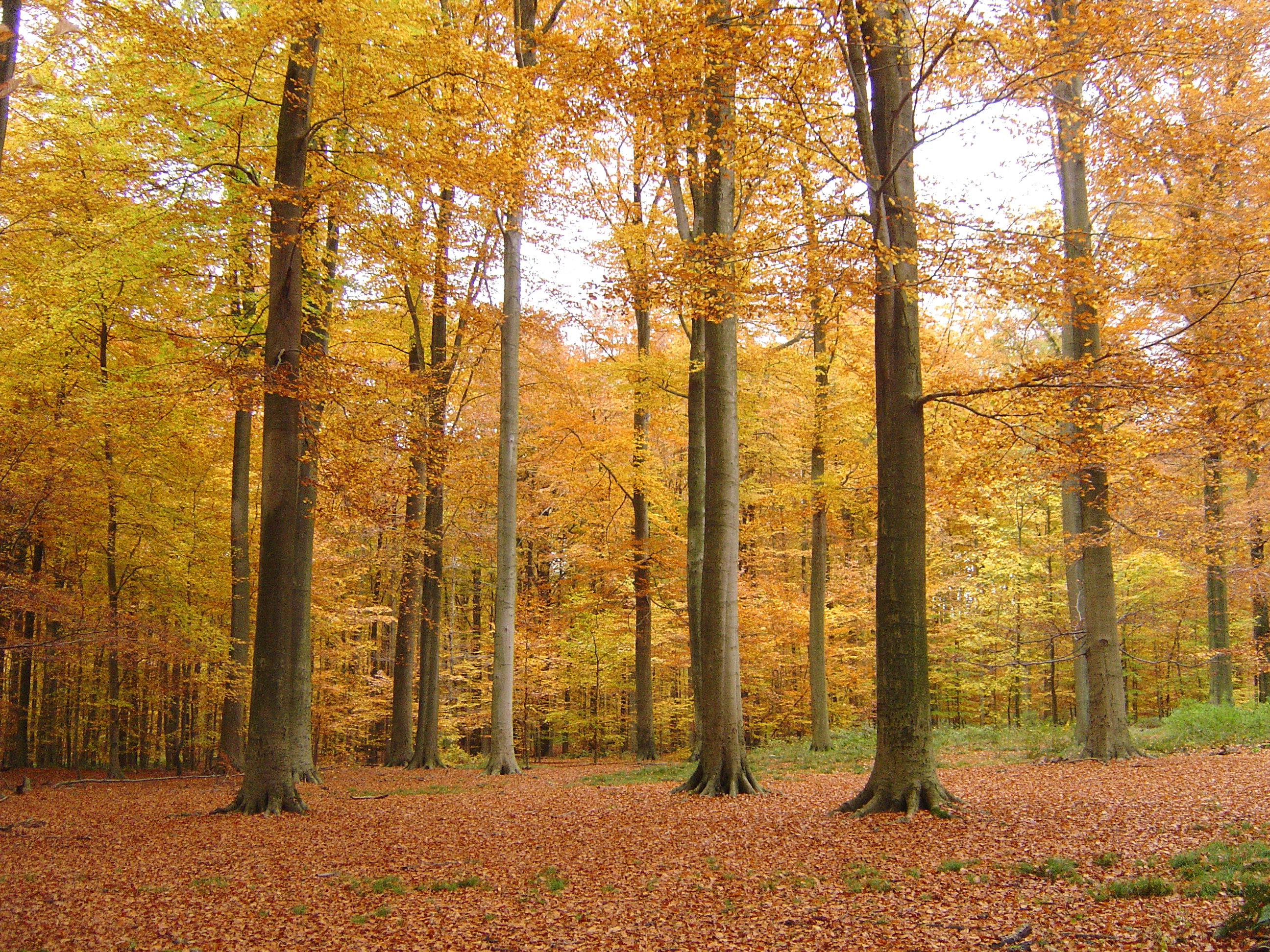
Sonienwald im Herbst

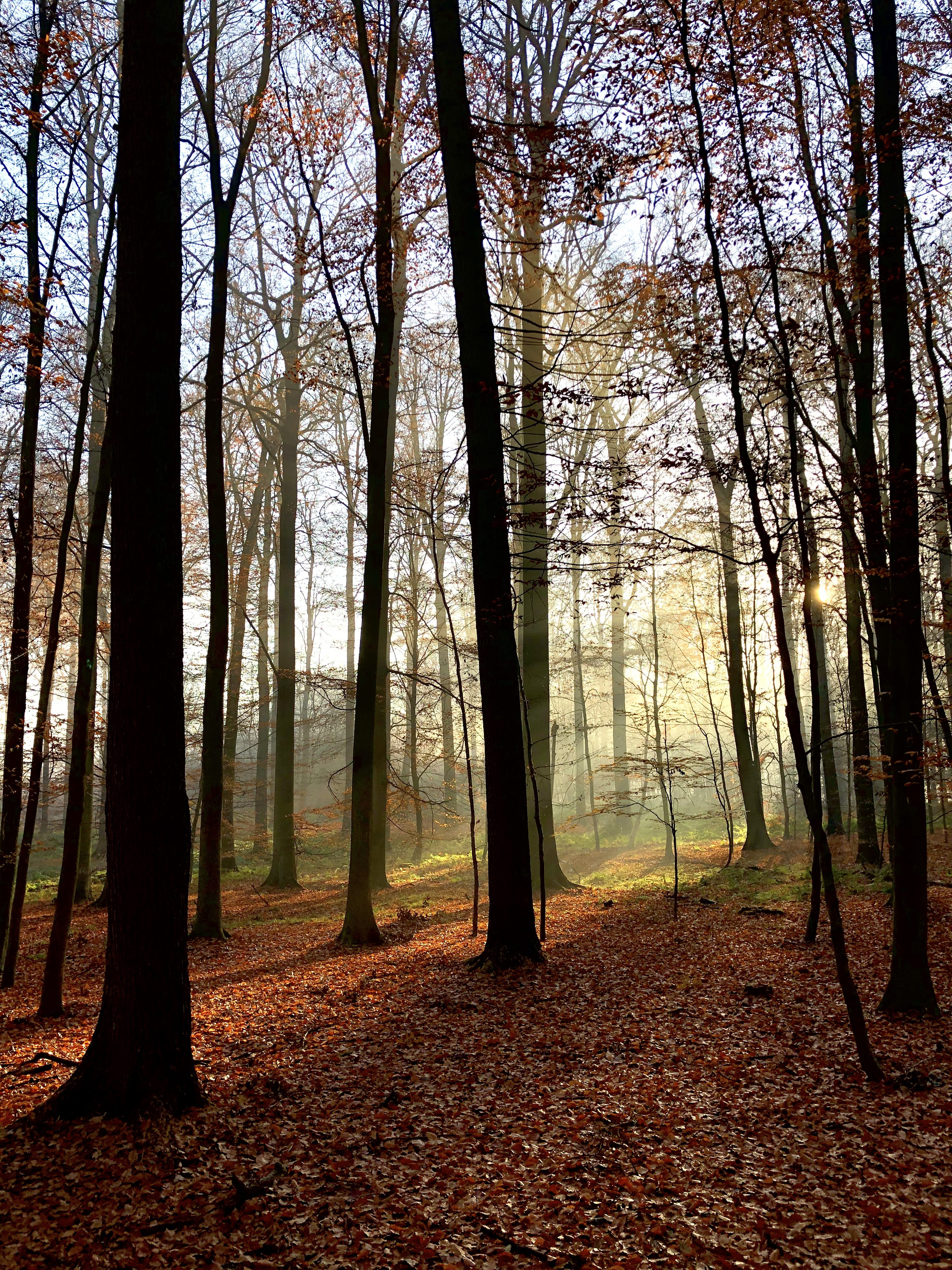

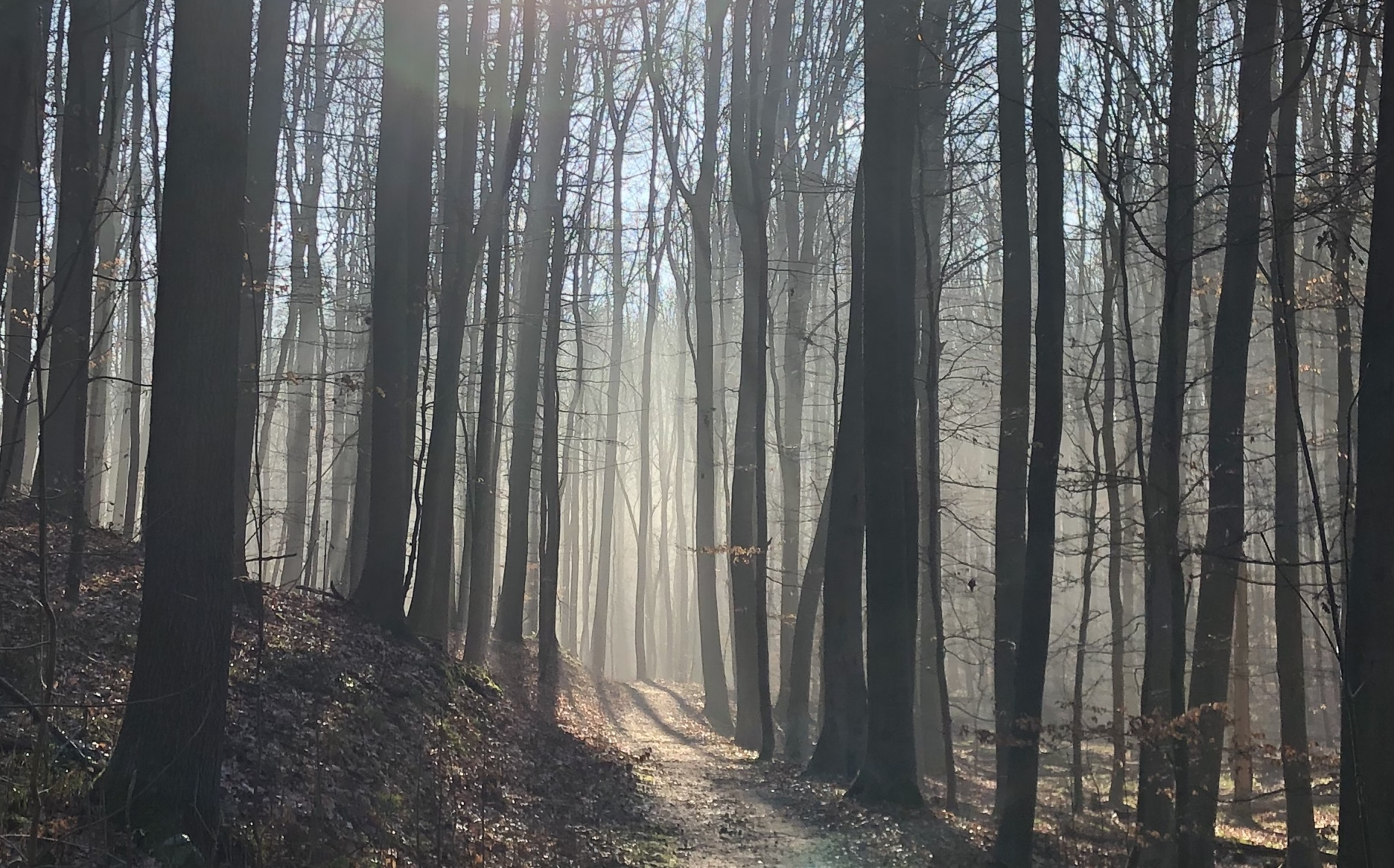
Sonienwald im Winter

Der Sonienwald oder Zonienwald (niederländisch Zoniënwoud, französisch Forêt de Soignes) ist ein 4421 Hektar großer Wald am südöstlichen Rand von Brüssel in Belgien.
Der Wald erstreckt sich über das Gebiet der flämischen Gemeinden Sint-Genesius-Rode, Hoeilaart, Overijse und Tervuren, der Gemeinden Uccle, Watermael-Boitsfort, Auderghem und Woluwe-Saint-Pierre der Region Brüssel-Hauptstadt, sowie der wallonischen Gemeinden La Hulpe und Waterloo. Der Wald erstreckt sich somit über alle drei Regionen Belgiens. Er wird von allen drei Regionen gemeinsam bewirtschaftet. Die 347 Hektar des Kapucijnenbos (Kapuzinerwald) fallen unter die Königliche Schenkung.

## Geschichte
Der Sonienwald ist ein Überrest des Kohlenwaldes. Der Kohlenwald erstreckte sich zur Zeit der Römer von den Ufern des Rheins und der Mosel bis zur Nordsee.
Der Sonienwald blieb bis zum 15. Jahrhundert nahezu vollständig intakt. Zunächst als Eigentum von den Grafen von Löwen und später von den Herzögen von Brabant. Diese nutzten den Wald am Ende des 12. Jahrhunderts als Jagdgebiet. In dieser Zeit ließen sich religiöse Gemeinschaften im Wald nieder. Namen wie Ter Kameren, Groenendaal, Hertoginnedal, Rood Klooster sowie das Kapuzinerkloster erwarben große Bekanntheit als Zentren religiösen und kulturellen Lebens.
Im bewegten 18. Jahrhundert wurde der Wald von der Bevölkerung geplündert, welche aus Geldnot Bäume fällte. Unter der Herrschaft der österreichischen Habsburger (1714–1795) wurden vom Landschaftsarchitekten Joachim Zinner massenweise Buchen gepflanzt. Diese bilden bis heute die majestätische Buchenkathedrale.

## Ökologie

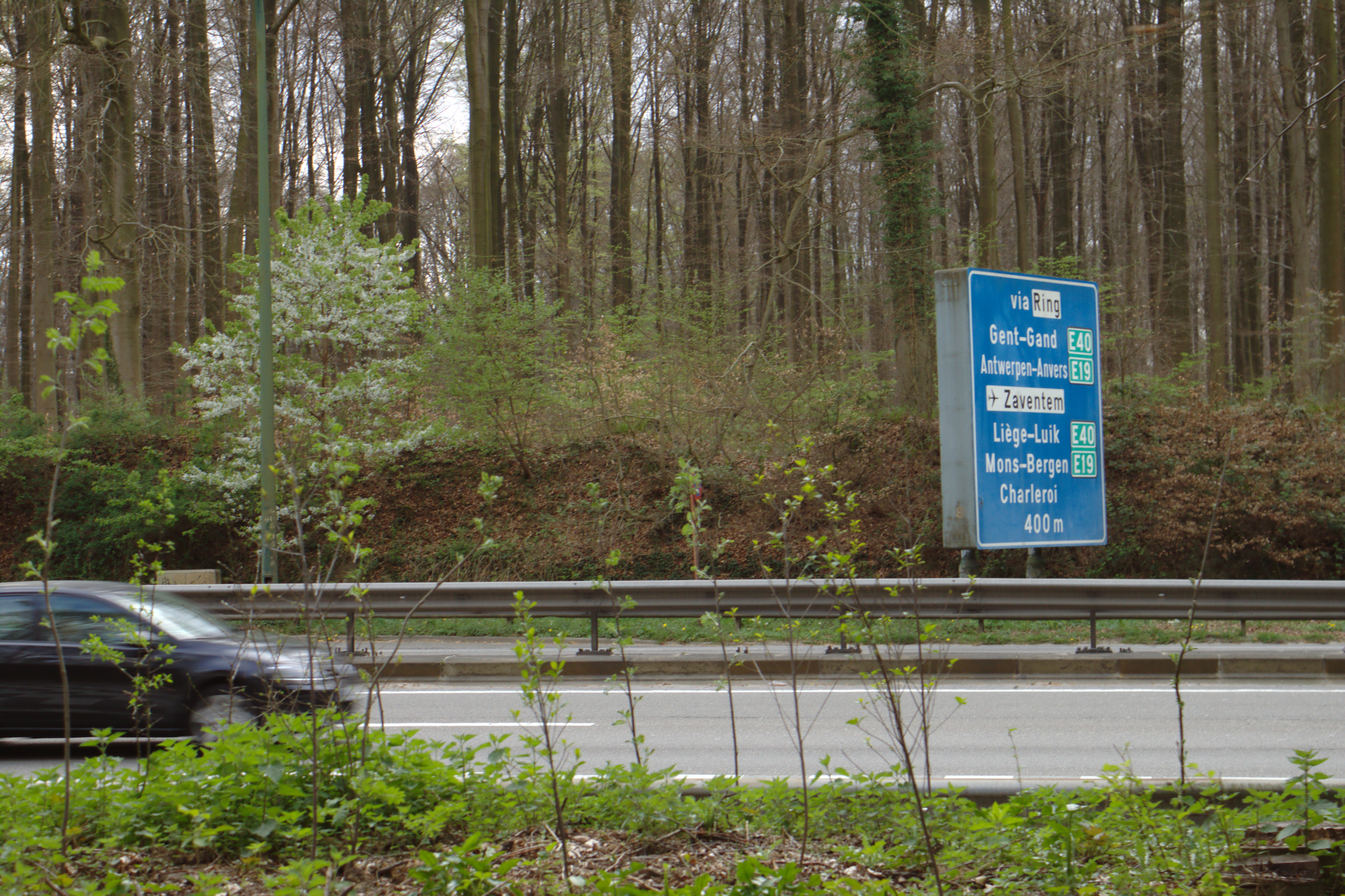
Autobahn im Sonienwald

Auf Grund der Lage inmitten von Siedlungsgebiet stehen Flora und Fauna des Sonienwaldes unter Druck. Verschiedene Verkehrswege wie die Europastraße 411, die Bahnstrecke Brüssel – Namur oder der Ring 0 verlaufen mitten durch den Wald und teilen diesen in einzelne Teile. Dies behindert Tiere in ihrem Verhalten und begrenzt ihren Lebensraum. Mit verschiedenen Maßnahmen wie Grünbrücken und Wildzäunen versucht man, der ökologischen Zerschneidung entgegenzuwirken.

### Flora
Der Wald besteht zu 70 Prozent aus Rotbuchen. Weitere vorkommende Baumarten sind Eichen, Kastanien, Eschen, Erlen und Ahorne. Buchen mit einem Alter von mehr als 200 Jahren sind keine Ausnahme. Sie datieren von den ersten Pflanzungen im 18. Jahrhundert. Im Zuge des Waldumbaus sollen vermehrt Traubeneichen zusammen mit anderen selteneren Baumarten wie der Hainbuche und der Winterlinde angepflanzt werden, die natürliche Verjüngung des Waldes wird gefördert.

### Fauna
Im Wald leben 40 Säugetierarten. Die ehemals heimischen Arten Braunbär, Wolf, Rothirsch, Haselmaus und der Feldhase kommen heute nicht mehr vor. Heute sind unter anderem Rehe und Eichhörnchen verbreitet, es gibt aber auch Exoten wie das Sibirische Streifenhörnchen. Auch 18 der 19 in Belgien vorkommenden Fledermausarten kommen im Wald vor. Das Wildschwein ist 2006 nach über hundert Jahren Abwesenheit wieder im Sonienwald anzutreffen, 2017 kehrte ein erster Dachs in den Wald zurück.

## Welterbe
Im Jahr 2017 wurden fünf Gebiete im Sonienwald auf die Liste des UNESCO-Welterbes aufgenommen. Mit einer Vielzahl alter Buchenwälder gehören Teile des Sonienwaldes zum Eintrag Alte Buchenwälder und Buchenurwälder der Karpaten und anderer Regionen Europas. Die Gebiete haben eine Gesamtfläche von 269 Hektar. Dazu kommt eine Pufferzone von 4.651 Hektar, welche beinahe den ganzen Sonienwald beinhaltet.

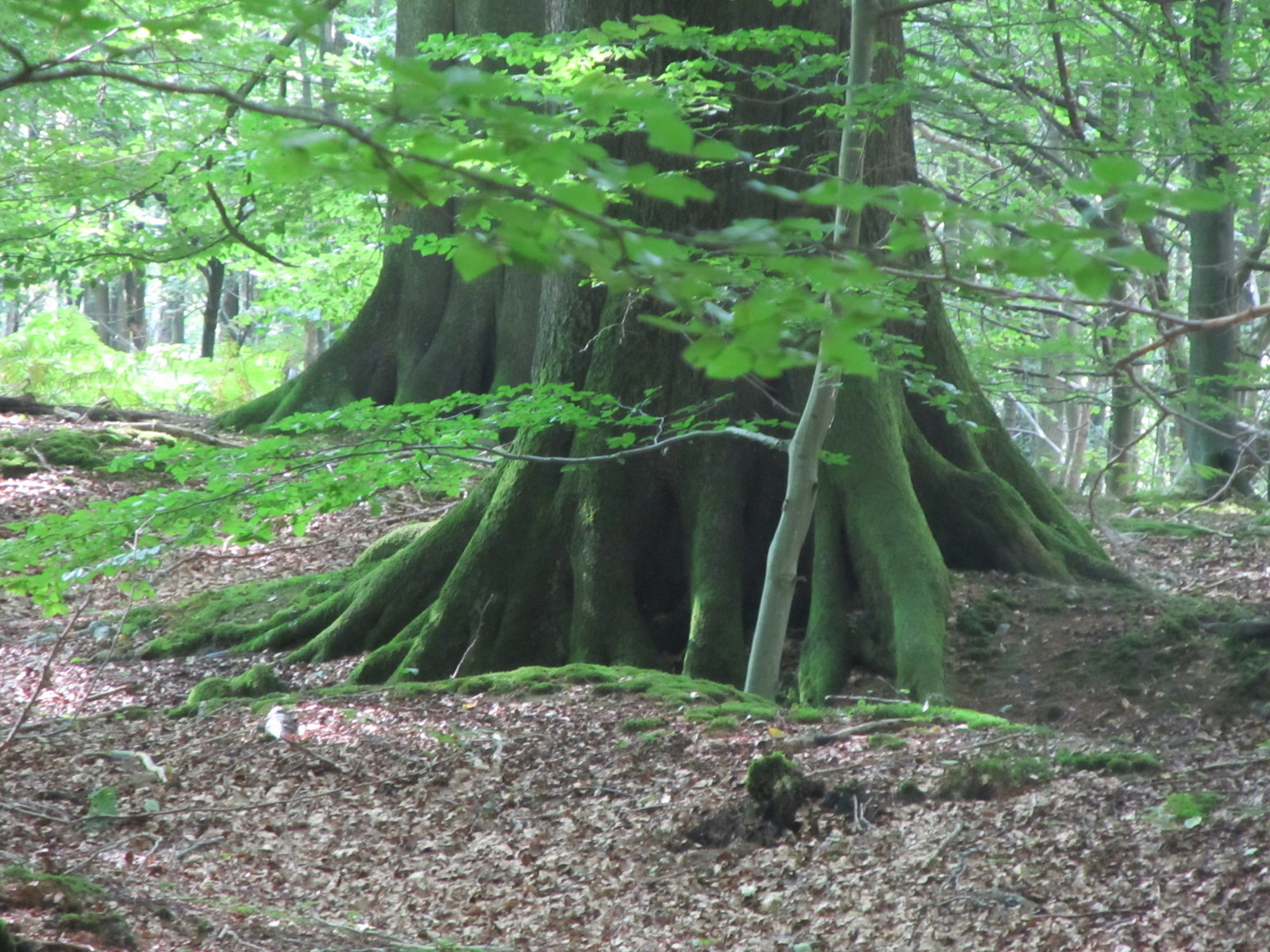
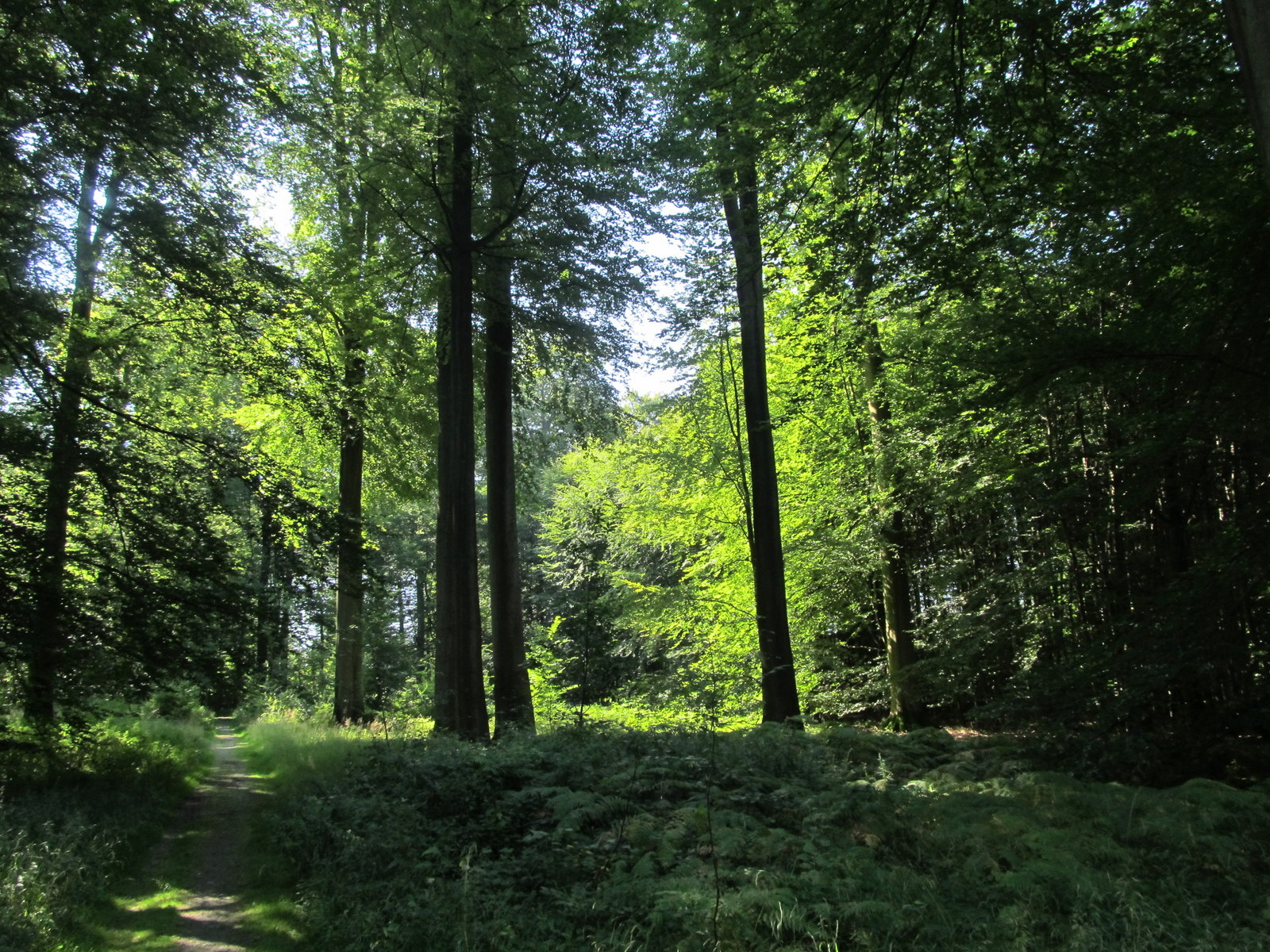
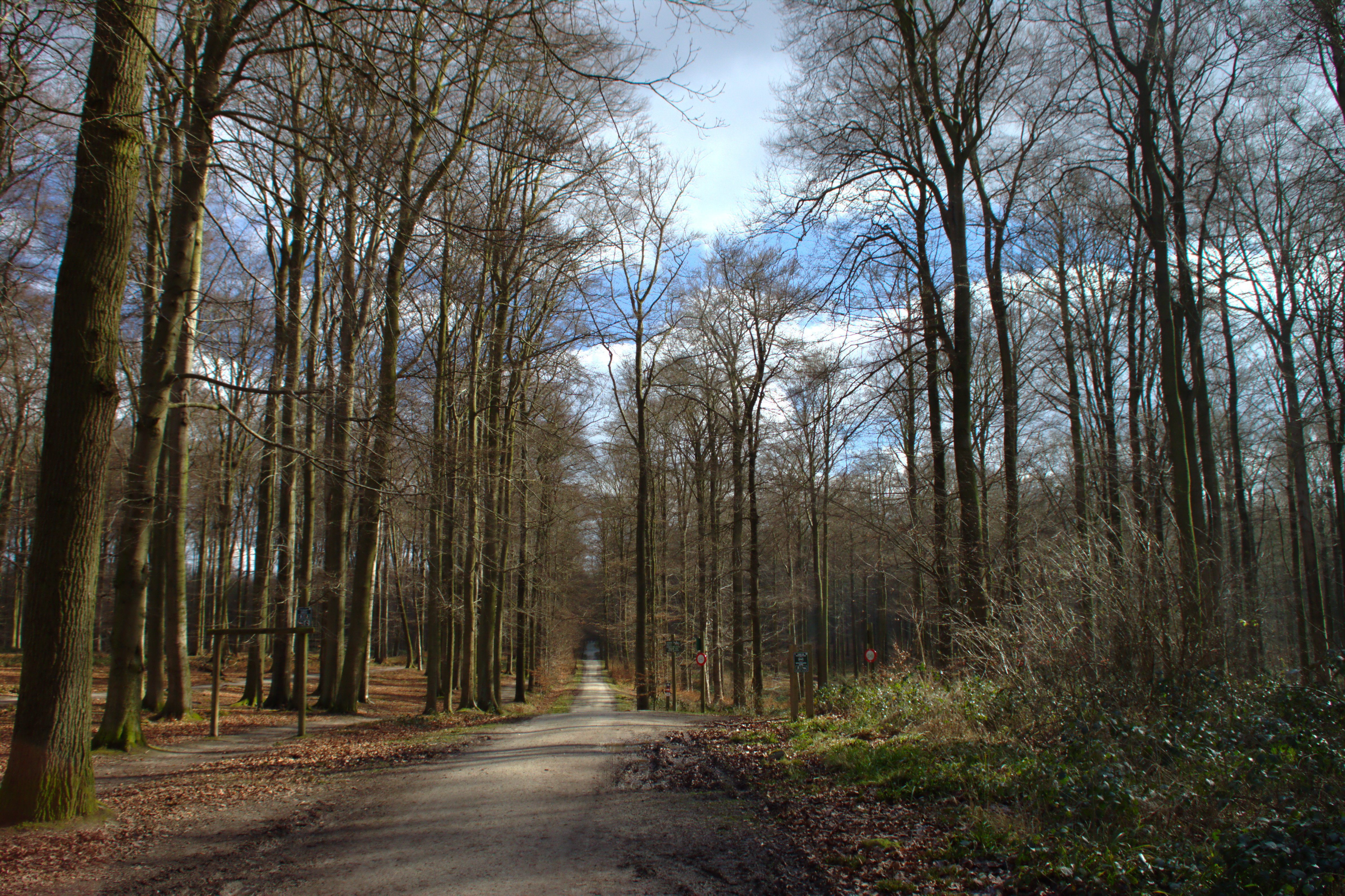
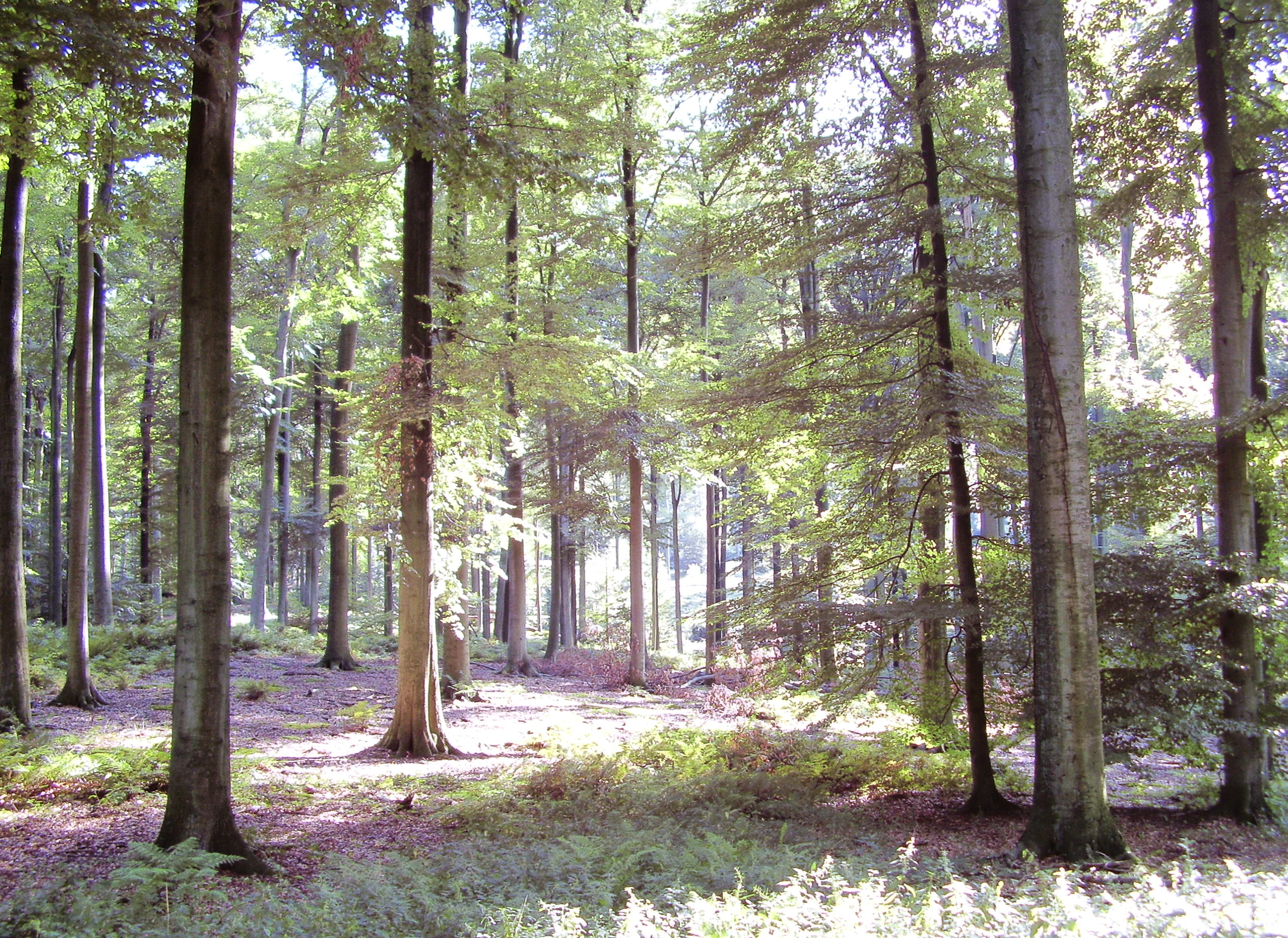
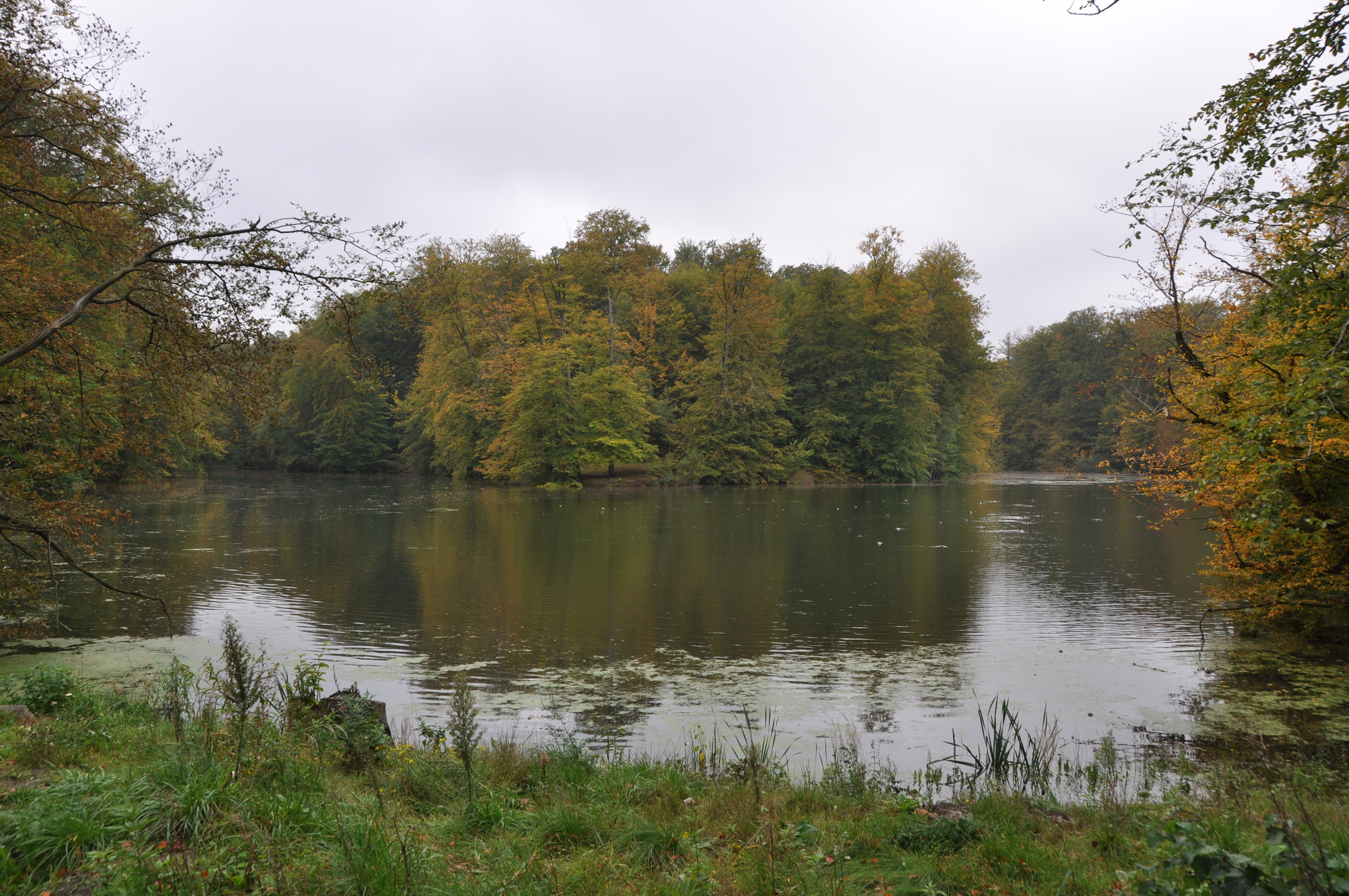